# أوهانس زاكارياس
أوهانس زاكارياس (باليونانية: Ιωάννης Ζαχαρίας) هو رسام يوناني، ولد في 1845 في أثينا في اليونان، وتوفي في 1873 في مدينة كورفو في اليونان.